# Владимир Кличко — Рэй Мерсер
Владимир Кличко — Рэй Мерсер — двенадцатираундовый профессиональный боксёрский поединок между Владимиром Кличко и Рэй Мерсером за титул чемпиона мира в тяжёлом весе по версии WBO. Бой состоялся 29 июня 2002 года на арене «Etess Arena» в Атлантик-Сити (штат Нью-Джерси, США).

## Предыстория
Бывший чемпион мира по версии WBO Рей Мерсер впервые вызвал братьев Кличко на поединок в мае 2001 года, после того как, Франсуа Бота отказался боксировать с ним. Однако промоутер братьев Кличко Клаус-Питер Коль отверг возможность поединка между одним из братьев Кличко и Рэем Мерсером, объясняя это тем, что Мерсер не занимал высоких позиций в рейтингах основных боксерских организаций и победа над является бессмысленной для обоих братьев 13 октября того же года Мерсер сразу же после своей победы в поединке Брайаном Скоттом вызвал на поединок действующего чемпиона мира по версии WBO Владимира Кличко. Заявление поначалу не было серьёзно воспринято, но в тот же день Клаусом-Питером Колем, Джо Гуссеном и руководством канала «Showtime» относительно возможности организации поединка между Владимиром Кличко и Рэем Мерсером 1 декабря 2001 года в Нью-Йорке. Однако, из-за серьёзного рассечение, которое Мерсер получил во время боя со Скоттом, врачи не разрешили ему выходить на бой 1 декабря.

## Комментарии
1. ↑  На самом деле на момент боя на счету Владимира Кличко должно быть на одну досрочную победу больше. Разночтения в рекорде Владимира Кличко возникли после его поединка с Бико Ботовамунгу 23 августа 1997 года, когда рефери остановил поединок дисквалифицировав Ботовамунгу, затем результат встречи был изменён на победу Кличко техническим нокаутом. Однако на сайте BoxRec, который является одним из самых авторитетных статистических сайтов на данную тему, в отличие от других источников, результат остался прежним[1].